# ماكاس
ماكاس (بالإسبانية: Nuestra Señora del Rosario de Macas )‏ هي مدينة، في الإكوادور، تقع في مقاطعة مورونا سانتياغو، وكانتون مورونا، هي عاصمة مقاطعة مورونا سانتياغو، بلغ عدد سكانها 18,984 نسمة وذلك حسب إحصائيات سنة 2010، رمزها البريدي هو EC140150.